# Idriss Déby
Idriss Déby Itno (n. 18 iunie 1952, Fada, Regiunea Ennedi, Ciad – d. 20 aprilie 2021, N'Djaména, Ciad) a fost președinte al Ciadului din 1990 până la moartea sa, în 2021.
Déby a fost ucis la o zi după ce s-a anunțat că a câștigat alegerile prezidențiale pentru al șaselea mandat.